# Der Mörder
Der Mörder ist eine Erzählung von Arthur Schnitzler, die, 1910 entstanden, die erstmals in zwei Teilen am 28. Mai und 1. Juni 1911 in der russischen Zeitschrift Rjetsch erschien. Der deutschsprachige Erstdruck erschien am 4. Juni 1911 in der Neuen Freien Presse in Wien. Der Autor nahm das kleine Werk in seine 1912 erschienene Novellensammlung Masken und Wunder auf.

## Inhalt
Alfred, ein junger Wiener, „Doktor beider Rechte“, elternlos, muss sein Brot nicht durch Arbeit verdienen. Er überredet Elise, die Geliebte, ein sanftes Wesen, ihre Stellung an den Nagel zu hängen. Eine Frau reicht ihm nicht. So wirbt Alfred um Adele, die Tochter eines vermögenden Fabrikbesitzers. Letzterer rät dem stürmischen Liebhaber jedoch zu einer einjährigen Bedenkzeit. Auf einer längeren Reise solle er zu sich finden. Alfred geht notgedrungen auf die freundlich vorgetragene Forderung ein, nimmt aber heimlich Elise mit aufs Schiff nach Übersee. Obzwar Elise gelegentlich an Herzkrämpfen leidet, schont er sie bei keiner Gelegenheit. Im Gegenteil, durch herzloses Betragen provoziert er die Verschlimmerung der Krankheit. Einerseits schreibt Alfred liebesglühende Briefe an Adele und andererseits spielt er vor Elise überzeugend den Eifersüchtigen. Als sich ein deutscher Baron an Bord für die junge Frau interessiert, macht er ihr eine Szene. Viel mehr noch – Alfred besorgt sich Morphium und bringt Elise schließlich damit um. Nun – so wähnt der Mörder – ist der Weg frei zu Adele.
Aber als das Jahr um ist und Alfred, daheim angekommen, erwartungsvoll Adele wieder begegnet, teilt ihm diese mit, sie sei inzwischen mit einem anderen verlobt. Alfred will das nicht wahrhaben. Adele widerspricht. Vor einem Jahr habe sie sich zu nichts verpflichtet. Selbst als Alfred das Äußerste wagt und Adele den Mord an Elise als „Beweis“ seiner Liebe zu ihr gesteht, erhält der Mörder ein abweisendes, endgültiges "Nein".
Ein letztes Mal schlägt das Schicksal zu. Der Baron sagt Alfred ins Gesicht, er halte ihn für einen Schurken. Alfreds letzter Gedanke, als er im Duell vom Baron erschossen wird, geht zu der „unsäglich Geliebten“, zu Elise. Zu ihr entschwindet er als Entsühnter ins Nichts.

## Form
Schnitzler trägt die kurze Geschichte raffiniert vor. Der Erzähler teilt die Geschehnisse überwiegend aus der Sicht Alfreds mit. Dieser Protagonist wiegt sich in Sicherheit; glaubt, er habe sein bigamisches Gebaren und den Giftmord ausreichend vor der Welt verborgen. Der Leser muss sich seinen Reim auf die Sicht der anderen Figuren machen: Sowohl Adele sowie deren Vater als auch der Baron durchschauen Alfred.

## Verfilmung
1984 wurde die Erzählung unter der Regie von Anton Reitzenstein verfilmt. In der österreichisch-italienischen Koproduktion (ORF/RAI) spielten die Hauptrollen Dietrich Siegl (Alfred), Philippe Leroy (Baron), Laura Morante (Elise) und Cécile Nordegg (Adele).

## Rezeption
- Scheffel[4] bezeichnet Alfred als charakter- und gefühllos.
- Sprengel[5] erkennt das Tändeln Alfreds zwischen zwei Frauen als verhängnisvoll.